# Rosa Parksová
Rosa (Louise) Parksová (4. února 1913 Tuskegee, Alabama, USA – 24. října 2005 Detroit, Michigan) patřila k nejznámějším aktivistkám za práva černochů v USA. V prosinci 1955 byla v alabamském Montgomery zatčena, protože odmítla v autobusu uvolnit místo bělochovi, což vedlo k bojkotu autobusové dopravy v Montgomery. Tento případ vedl k velkým protirasistickým protestům a představoval zásadní krok v rozvoji hnutí za černošská práva v USA. Rosa Parksová se stala jeho symbolem.

## Život
Narodila se jako Rosa Louise McCauley (některá média uvádějí chybné druhé jméno Rosa Lee). Měla i skotsko-irského pradědečka z matčiny strany a čerokíjsko-kríckou prababičku z otcovy, ale kvůli „pravidlu jedné kapky krve" (one drop rule) byli rodiče považováni za Afroameričany. V roce 1932 si Rosa vzala Raymonda Parkse, holiče z nedalekého Montgomery. V prosinci 1943 vstoupila do National Association for the Advancement of Colored People (NAACP) a byla zvolena sekretářkou (tajemnicí) místní organizace. Ačkoli nikdy nebyla členkou Komunistické strany USA, s manželem se účastnila jejích mítinků. Vystřídala řadu zaměstnání od pomocnice v domácnosti po pomocnou sestru v nemocnici.

## Předehra
Rasová segregace a diskriminace byla v 50. letech v jižních státech USA běžná. To se týkalo možnosti návštěv restaurací, kin, škol a také užívání prostředků hromadné dopravy. V Montgomery platila od roku 1900 vyhláška o segregaci, v praxi uplatňovaná tak, že nejméně v předních čtyřech řadách autobusu mohli sedět pouze bílí; vzadu si směli sednout černí, resp. „barevní“ občané, kteří tvořili většinu pasažérů, ale museli odpředu uvolňovat celou řadu na obou stranách, chtěl-li si tam sednout běloch, když se předek zaplnil.
Aktivisté za lidská práva se snažili tyto zákony u soudů zpochybnit. Jen několik měsíců předtím bylo pro porušení vyhlášky zatčeno několik Afroameričanek, mezi nimi i patnáctiletá Claudette Colvinová. Tu ale NAACP pro propagační účely shledala nevhodnou, protože otěhotněla mimo manželství. Lídři NAACP proto věřili, že Rosa Parksová je nejlepší kandidátka na to segregační zákony napadnout u soudu.

## Incident v autobusu v Montgomery

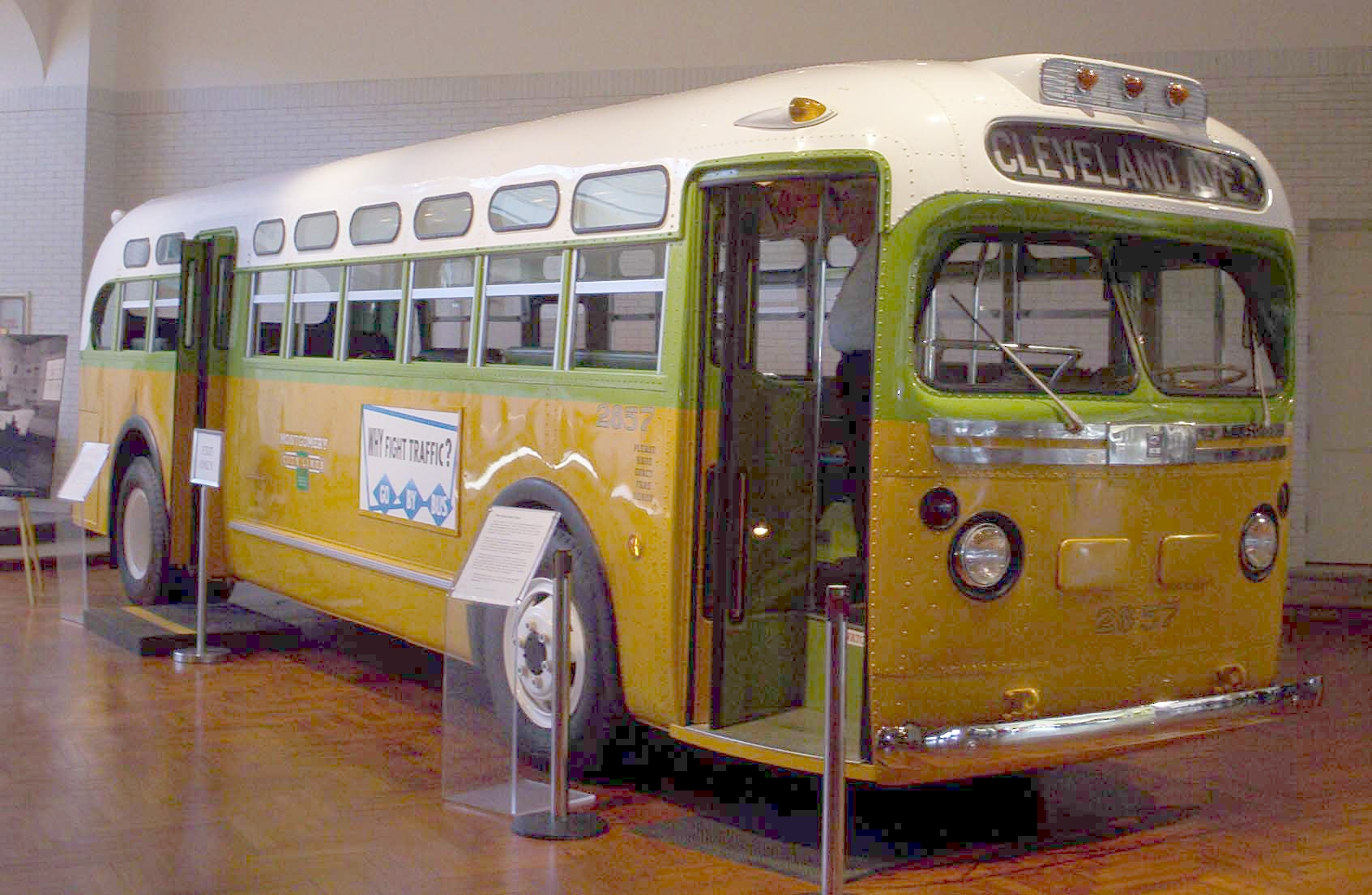
Autobus, ve kterém byla Parksová zatčena, vystavený v Muzeu Henryho Forda v Detroitu

Kolem šesté večer ve čtvrtek 1. prosince 1955 Rosa Parksová během jízdy v autobusu odmítla (na rozdíl od dalších tří cestujících) vstát z páté řady. Přivolaná policie ji zatkla a u soudu v pondělí 5. prosince dostala pokutu 10 dolarů (a 4 za soudní výlohy) pro výtržnictví (disorderly conduct) a porušení vyhlášky; odvolala se, proces se ale vlekl.
Ještě o víkendu byl připraven a vyhlášen bojkot autobusové dopravy v Montgomery (Montgomery Bus Boycott), který trval od 5. prosince déle než rok (382 dní) a zúčastnila se ho většina černošského obyvatelstva města (tehdy téměř 50 000 obyvatel). S protesty se solidarizovali i černošští taxikáři, kteří po celou dobu vozili černošské pracující do práce za symbolickou cenu 10 centů (tolik stála autobusová jízdenka). Jedním z iniciátorů bojkotu byl tehdy ještě poměrně neznámý Martin Luther King, baptistický kazatel.
5. června 1956 rozhodl okrskový federální soud v následné civilní žalobě Browder v. Gayle, že rasová segregace je v rozporu s ústavou USA (Čtrnáctý dodatek, právo na rovnou ochranu zákonem). Zástupci Montgomery podali odvolání. Rasová diskriminace byla ve městě zesílena. 13. listopadu 1956 však i Nejvyšší soud USA prohlásil segregaci v autobusech za ilegální a protiústavní. Když rozsudek 20. prosince nabyl právní moc, bojkot skončil.

## Další život
Rosa Parksová i její manžel ztratili zaměstnání (v té době byla šičkou v obchodním domě); dostávali řadu výhrůžek smrtí. Parksovi se roku 1957 odstěhovali nejprve do Virginie a pak na sever do Detroitu, kde žil její mladší bratr Sylvester se ženou; i zde zůstali aktivní v hnutí za občanská práva. Od roku 1965 až do odchodu do penze roku 1988 byla Parksová sekretářkou v místní kanceláři afroamerického člena Sněmovny reprezentantů Johna Conyerse. Roku 1977 ovdověla; byla bezdětná. V letech 1992 a 1995 vydala vzpomínkové knihy.

## Ocenění
Rosa Parksová obdržela řadu ocenění. V roce 1979 obdržela od NAACP Spingarnovu medaili určenou Afroameričanům, kteří dosáhli významných úspěchů. O rok později získala cenu Martina Luthera Kinga Jr. Roku 1990 byla členkou skupiny osobností, které vítaly Nelsona Mandelu po propuštění z jihoafrického vězení. 9. září 1996 udělil prezident Bill Clinton Parksové prezidentskou medaili svobody, nejvyšší ocenění americké vlády. O tři roky později ji časopis Time zařadil mezi dvacítku nejvlivnějších osobností 20. století.
Její rakev byla před pohřbem na základě usnesení Kongresu vystavena ve washingtonském Kapitolu, kam se jí přišlo poklonit na 50 tisíc lidí. Byla od roku 1852 31. takto poctěný člověk, první žena, druhá soukromá osoba a druhý Afroameričan.
Domek, kde žila do roku 1994, byl roku 2016 rozebrán a převezen do Berlína.